# Eric Doob

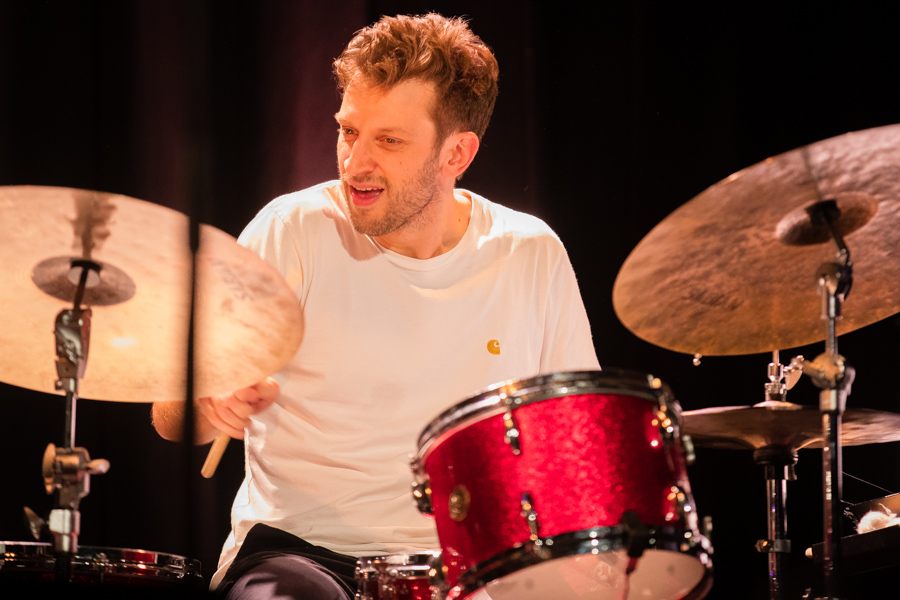
Eric Doob (2019)
Bild: Tore Sætre

Eric Doob (* in Boston) ist ein US-amerikanischer Jazz-Schlagzeuger.
Doob studierte nach seinem Collegeabschluss mit einem Stipendium, dem Keith Copland/Sabian Cymbals Scholarship Award, am Berklee College of Music; nach Abschluss des Studiums 2006 spielte er in den Bands von Paquito D’Rivera, Wynton Marsalis, Miguel Zenón, Christian Scott und Dave Samuels. Er trat als Gastmusiker mit Wynton Marsalis und dem Lincoln Center Jazz Orchestra auf, außerdem mit der NDR Bigband. Doob lebt in Brooklyn und arbeitete ab den 2010er-Jahren u. a. mit Manuel Valera‘s New Cuban Express, Matthew Stevens (Woodwork, 2015), Alex Brown, Pedro Giraudo und Chet Doxas. Im Club Jazz Gallery trat er mit einer eigenen Formation auf. Im Bereich des Jazz war er zwischen 2009 und 2020 an 26 Aufnahmesessions beteiligt, u. a. mit Chet Doxas, Marshall Gilkes, Hans Glawischnig und Ryan Keberle. Zu hören ist er u. a. auf Ryan Keberles Album The Hope I Hold (2019).